# Gennadij Čurilov
Gennadij Stanislavovič Čurilov (* 5. května 1987 Magnitogorsk – 7. září 2011 Jaroslavl) byl ruský hokejista hrající na postu útočníka – centra. Od mládí hrál za Metallurg Magnitogorsk, v sezóně 2004/2005 působil v QMJHL v týmu Québec Remparts. Od roku 2005 hrál v Lokomotivu Jaroslavl. Zemřel s celým týmem Jaroslavle při letecké havárii, když klub cestoval do Minsku na první zápas ročníku 2011/2012 KHL.
Na hokejových mistrovství světa juniorů 2006 a 2007 získal s ruským týmem stříbrné medaile.